# Als der Nikolaus kam

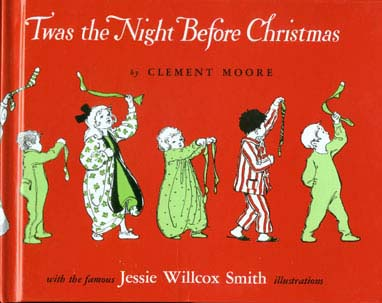
Titelbild einer Ausgabe des Gedichts aus dem Jahr 1912, illustriert von Jessie Willcox Smith

Als der Nikolaus kam (englischer Originaltitel A Visit from St. Nicholas) ist ein Weihnachtsgedicht des US-amerikanischen Autors Clement Clarke Moore aus dem Jahr 1822. Die deutsche Erstausgabe wurde 1873 unter dem Titel Besuch vom Knecht Rupert veröffentlicht. Im deutschsprachigen Raum erlangte das Gedicht vor allem durch die Übersetzung von Erich Kästner aus dem Jahr 1946 unter dem Titel Als der Nikolaus kam Bekanntheit.

## Entstehung
Moore schrieb A Visit from St. Nicholas 1822 als Weihnachtsgeschenk für seine Kinder. Das Gedicht erschien zunächst anonym in der Zeitung Troy Sentinel, nachdem ein Freund von Moore es dort heimlich eingereicht hatte. Es verbreitete sich rasch weltweit unter dem Titel The Night Before Christmas (häufig auch als Twas the Night Before Christmas nach der ersten Zeile des Gedichts bezeichnet) und gilt heute als eines der bekanntesten Weihnachtsgedichte aller Zeiten. Die anonyme Veröffentlichung gab Anlass zu Diskussionen über die Urheberschaft. Die meisten Quellen nennen Moore als Autor, doch gelegentlich tauchen auch andere Namen (unter anderem Henry Livingston Jr.) als Schöpfer des Gedichts auf.

## Inhalt
In der Nacht vor dem Christfest schläft bereits die gesamte Familie, als der Vater durch einen Lärm vor dem Haus geweckt wird. Als er nachsieht, erblickt er den Nikolaus auf einem Schlitten, der von acht Rentieren gezogen wird und auf dem Dach des Hauses landet. Dort klettert der Weihnachtsmann, beladen mit einem Sack, durch den Kamin ins Innere des Hauses. Der Nikolaus nickt dem Vater kurz zu, stopft diverse Spielsachen in die auf eine Leine gehängten Strümpfe und ist gleich darauf wieder durch den Kamin verschwunden. Das Gedicht endet mit einem Abschiedsgruß des bereits wieder davoneilenden Weihnachtsmannes: „Frohe Weihnachten allen, und allen gut’ Nacht!“

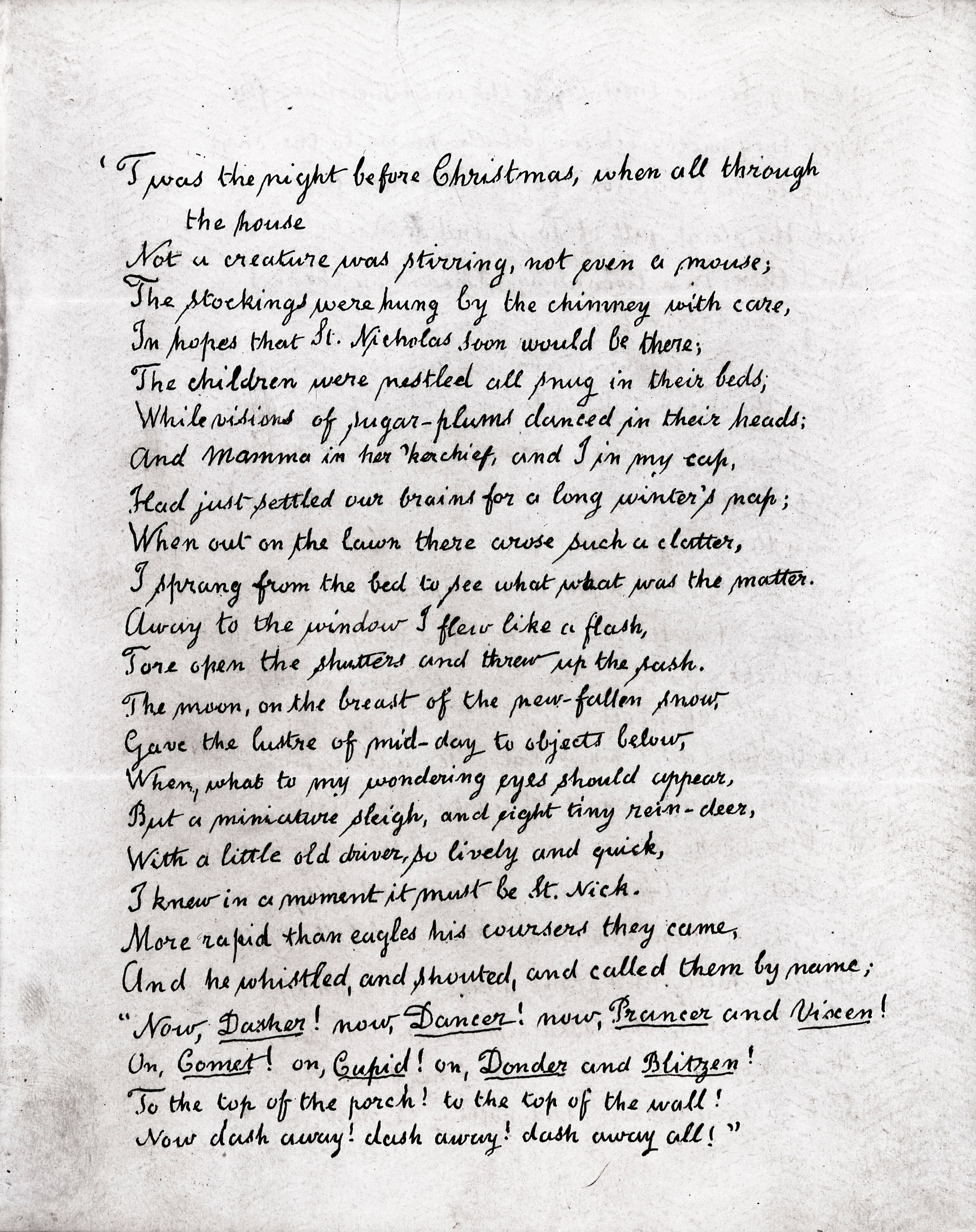
Das Gedicht in Moores Handschrift

## Rezeption
Lucinda Hawksley schreibt in ihrer Buchrezension: „‚Twas the night before Christmas, when all through the house / Not a creature was stirring / Not even a mouse.‘ (‚In der Nacht vor dem Christfest, da regte im Haus / sich niemand und nichts, nicht mal eine Maus.‘, deutsch von Erich Kästner.) Diese Anfangszeilen dürften zu den berühmtesten zählen, die je im englischen Sprachraum veröffentlicht wurden.“

## Besonderheiten
Moore prägte mit seinem Gedicht, wie der Weihnachtsmann seither wahrgenommen wird. Insbesondere führte sein Text die Idee der fliegenden Rentiere („Dasher! now, Dancer! now, Prancer and Vixen! On, Comet! on, Cupid! on, Donder and Blitzen!“) und des Schlittens ein – und den Eintritt des Weihnachtsmanns durch den Schornstein.

## Referenzen
Als der Nikolaus kam wird in dem literarischen Nachschlagewerk 1001 Kinder- und Jugendbücher – Lies uns, bevor Du erwachsen bist! für die Altersstufe 5+ Jahre empfohlen.

## Ausgaben
- Account of a Visit from St. Nicholas. In: Troy Sentinel. 1823 (englisch).
- Besuch vom Knecht Rupert. McLoughlin, Bros., New York 1873.
- Als der Nikolaus kam. 1946.[1]